# Данвіль (Арканзас)
Данвіль (англ. Danville) — місто (англ. city) в США, в окрузі Єлл штату Арканзас. Населення — 2028 осіб (2020).

## Географія
Данвіль розташований на висоті 106 метрів над рівнем моря за координатами 35°3′10″ пн. ш. 93°23′25″ зх. д. / 35.05278° пн. ш. 93.39028° зх. д. (35.052770, -93.390403).  За даними Бюро перепису населення США в 2010 році місто мало площу 11,10 км², з яких 10,97 км² — суходіл та 0,13 км² — водойми.

## Демографія
Згідно з переписом 2010 року, у місті мешкало 2409 осіб у 725 домогосподарствах у складі 526 родин. Густота населення становила 217 осіб/км².  Було 852 помешкання (77/км²). 
Расовий склад населення:
| - 67,6 % — білих - 2,1 % — чорних або афроамериканців - 1,5 % — азіатів - 0,6 % — корінних американців - 25,0 % — осіб інших рас |

До двох чи більше рас належало 3,1 %. Іспаномовні складали 52,6 % від усіх жителів.
За віковим діапазоном населення розподілялося таким чином: 34,0 % — особи молодші 18 років, 53,3 % — особи у віці 18—64 років, 12,7 % — особи у віці 65 років та старші. Медіана віку мешканця становила 29,2 року. На 100 осіб жіночої статі у місті припадало 98,8 чоловіків;  на 100 жінок у віці від 18 років та старших — 93,0 чоловіків також старших 18 років.
Середній дохід на одне домашнє господарство  становив 44 500 доларів США (медіана — 35 365), а середній дохід на одну сім'ю — 47 647 доларів (медіана — 36 615). Медіана доходів становила 30 285 доларів для чоловіків та 25 200 доларів для жінок. За межею бідності перебувало 27,7 % осіб, у тому числі 38,8 % дітей у віці до 18 років та 10,0 % осіб у віці 65 років та старших.
Цивільне працевлаштоване населення становило 753 особи. Основні галузі зайнятості: виробництво — 49,1 %, освіта, охорона здоров'я та соціальна допомога — 18,7 %, будівництво — 6,2 %, сільське господарство, лісництво, риболовля — 5,7 %.
За даними перепису населення 2000 року в Данвілі мешкало 2392 особи, 499 сімей, налічувалося 716 домашніх господарств і 792 житлових будинки. Середня густота населення становила близько 214 особи на один квадратний кілометр. Расовий склад Данвіля за даними перепису розподілився таким чином: 65,22% білих, 1,84% — чорних або афроамериканців, 0,59% — корінних американців, 1,30% — азіатів, 1,71% — представників змішаних рас, 29,35% — інших народів. Іспаномовні склали 43,48% від усіх жителів міста.
З 716 домашніх господарств в 35,9% — виховували дітей віком до 18 років, 50,1% представляли собою подружні пари, які спільно проживали, в 12,4% сімей жінки проживали без чоловіків, 30,3% не мали сімей. 23,6% від загального числа сімей на момент перепису жили самостійно, при цьому 13,7% склали самотні літні люди у віці 65 років та старше. Середній розмір домашнього господарства склав 3,01 особи, а середній розмір родини — 3,44 особи.
Населення міста за віковим діапазоном за даними перепису 2000 року розподілилося таким чином: 26,3% — жителі молодше 18 років, 13,8% — між 18 і 24 роками, 29,4% — від 25 до 44 років, 15,9% — від 45 до 64 років і 14,6% — у віці 65 років та старше. Середній вік мешканця склав 30 років. На кожні 100 жінок в Данвілі припадало 109,1 чоловіків, у віці від 18 років та старше — 106,2 чоловіків також старше 18 років.
Середній дохід на одне домашнє господарство в місті склав 26 506 доларів США, а середній дохід на одну сім'ю — 29 185 доларів. При цьому чоловіки мали середній дохід в 17 122 долари США на рік проти 16 604 долара середньорічного доходу у жінок. Дохід на душу населення в місті склав 12 533 долари на рік. 17,5% від усього числа сімей в окрузі і 21,2% від усієї чисельності населення перебувало на момент перепису населення за межею бідності, при цьому 26,9% з них були молодші 18 років і 9,5% — у віці 65 років та старше.